# إسلكو ولد أحمد إزيد بيه
إسلكو ولد أحمد إزيد بيه (مواليد 10 ديسمبر 1961 في آمرج، الحوض الشرقي) هو سياسي وديبلوماسي ووزير سابق موريتاني، تقلد عدة وظائف حكومية بارزة، وعُدّ من المقربين للرئيس محمد ولد عبد العزيز (الذي حكم البلاد بين عامي 2009–2019)، حيث تولى إدارة ديوانه وحقيبة وزارة الخارجية والتعاون، قبل تعيينه سفيراً للبلاد في المملكة المتحدة، ثم في إيطاليا، كما قضى فترة من الزمن رئيسا لحزب «الاتحاد من أجل الجمهورية» الحاكم (الذي تحول اسمه لاحقا إلى «حزب الإنصاف»).